# Menyhárt Miklós
Menyhárt Miklós (Mosonmagyaróvár, 1951. április 16. – ) orvos, első Magyar Alzheimer Café (Győr) alapítója.

## Élete

### Tanulmányai
Általános iskolai és gimnáziumi tanulmányait is itt végezte, 1969-ben érettségizett a Mosonmagyaróvári Kossuth Lajos Gimnázium orosz-francia tagozatán. Mivel templomba járók voltak, így családját klerikálisnak minősítették és a maximálisan elérhető egyetemi pontszámai ellenére nem vették fel az egyetemre. Emiatt érettségi után egy évet a mosonmagyaróvári kórház sebészeti osztályán segédápolóként dolgozott.
1970-ben nyert felvételt a Pécsi Orvostudományi Egyetem Általános Orvosi Karára. Másodéves korától kezdve a sebészeti műtéttan tanszéken volt tudományos diákköri tag (TDK). 1974-ben a TDK idegennyelvű tagozatán a Sinus pilonidalis lebenyforgatásos műtéti technikáról írt francia nyelvű dolgozatával díjat nyert. Példaképe dr. Romhányi György patológus professzor volt, aki szerinte nem csak a kórbonctan szakma, hanem az orvosi etika és az empátia kitűnő tanítómestere is volt. Nyaranta a mosonmagyaróvári kórház sebészetén töltött sok időt, ahol dr. Gereben főorvos segédjeként műtétekben is részt vehetett.

### Orvosi munkássága
1976-ban, az egyetem befejezése után pályázott a nagykanizsai kórház sebészetére, ahol „felvételi vizsga” gyanánt négy műtétben kellett asszisztálnia. Felvették. A nagykanizsai kórházban a sebész főorvos dr. Lázár Dezső volt a hasi sebészet, ezen belül a vastagbélműtétek specialistája, de abban az időben hallux valgus műtéttől érműtétekig, gyermeksebészettől szeptikus sebészetig minden lehetséges műtét előfordult. Mégis a legnagyobb ajándék a lehetőség volt arra, hogy már sebészeti gyakornokságának második évében operatőrként operálhatott gyomorresectiótól a rectum exstirpacióig, periferiás végtag embolectomiától a visszérműtétekig.
1978-79 között dr. Galambos József plasztikai sebész műtéteiben asszisztált hetente egyszer, nem fizetésért, hanem a szakma elsajátításának lehetősége miatt. Galambos tanár úr neve a plasztikai sebészet és psychiátria kapcsolatának felismerését jelentette hazánkban. „A plasztikai sebészt a betegek szorongásuk miatt keresik fel. Azok a testrészek, amelyek emocionálisan nagyon kihangsúlyozottak az orr, a szemek, az emlő és genitáliák. Minden fajta laesio vagy distorzio, függetlenül attól, milyen jelentéktelen, ezeken a szerveken psychiátriai következményeket okozhat." 
Dr. Menyhárt Miklós plasztikai sebészi karrierje családi okok miatt zátonyra futott, felesége szüleinek krónikus betegsége miatt Dunakilitire kellett költözniük, ahol körzeti orvosi munkát végzett 1980-1991 között. Ezt követően szakmai profilváltás következett és többek között egészségpolitikával kezdett el foglalkozni.
Franciaországi tapasztalatai alapján felismerte, hogy a demenciában szenvedő emberek gondozása nem csak egészségügyi, hanem nagyon komoly társadalmi kérdés is. A külföldön töltött évek alatt megfigyelte, hogy az információátadás és az oktatás milyen mértékben segíti a betegeket abban, hogy megértsék, mi is történik velük vagy szeretteikkel, továbbá hogy a betegek szerettei hogyan tudnak jobban helytállni ezen kihívással szemben. Franciaországban látta azt a módszert, ahogyan egymást támogató csoportok megosztják tapasztalataikat és érzéseiket, ezzel segítve azokat a családokat, akik nehezen tudnak megbirkózni ezzel a betegséggel. Ezek alapján hozta létre az első magyarországi Alzheimer cafét.

### Magánélete
Öt felnőtt gyermeke és négy unokája van, elvált.

## Társadalmi tevékenységek
- 1984 – 1990: A Győr-Moson-Sopron megyei Vöröskereszt megyei vezetőségének tagja
- 1991: Az Első Magyar Vidéki Egészségpénztár Egyesület alapítója[13]
- 1991: Az Egészségpénztár Egyesületek Országos Szövetségének alelnöke
- 1992: A „Tiszazug Egészségéért Alapítvány” létrehozása
- 2004 – 2008: Győr város és városkörnyék Vöröskereszt elnöke
- 2007: Góbi tudományos expedíció külső felkészítő egészségügyi szakmenedzsere[14]
- 2014: Győr – Első Magyarországi Alzheimer Café alapítója[15]
- 2015: Első kísérlet az Alzheimer Café Országos Szövetség létrehozására[16]
- 2019: Magyar Alzheimer Alapítvány kuratóriumi elnöke[17]

## Egészségpolitikai tevékenységek
Korábban egyetlen politikai pártnak sem volt a tagja, azonban 1990-től aktív egészségpolitikai tevékenységet kezdett folytatni.
- 1991 – 1992: Dr. Bajtay András helyettes államtitkár által szervezett reformbizottság tagja volt, részt vett az egészségügyi reform kidolgozásában, majd a Manréza-ban.
- 1994: Palotás József felkérte a Vállalkozók Pártja kunszentmártoni körzetének országgyűlési képviselőjelöltségére és arra, hogy legyen a párt egészségügyi tanácsadója.
- 1997 – 2000: Gógl Árpád egészségügyi miniszter irányításával az egészségügyi reformokkal kapcsolatban műhelymunkákban vett részt.
- 2000 – 2002: Mikola István miniszter felkérésére részt vett az úgynevezett „első kórháztörvény” vagy „kórházprivatizációs törvény” tervezetének kidolgozásában, amely számos szakmai és politikai vitát váltott ki.
- 2005: Orbán Viktor felkérésére a Fidesz Magyar Polgári Szövetség Faluparlamentjének irányítótestületében orvosként vett részt.
- 2014: Megszervezte az első Magyar Alzheimer Café országos civil segítő hálózatát, mely önkéntes segítők, szakemberek, betegek és hozzátartozók bevonásával jött létre, 2017-ig állami segítség és támogatás nélkül.[18]
- 2017: Vona Gábor felkérésére a Jobbik egészségügyi programjának kidolgozásában vett részt és szakpolitikusként elfogadta a 2018-as országgyűlési választás országgyűlési képviselőjelöltségét.[19]
- 2019: Bőny Önkormányzatának Képviselőtestületében alpolgármesternek választották

## Szakmai előmenetel
- 1976 – 1980: Nagykanizsa, Kórház Sebészet, sebész segédorvos
- 1980 – 1991: Dunakiliti, körzeti orvos (vegyes: felnőtt – gyermekkörzet)
- 1982 – 1992: Dunakiliti, üzemorvos
- 1991 – 1993: Országos Körzeti Orvosi Intézet (OKOI), Szakmai kollégiumi tag
- 1991: Dunakiliti, körzeti főorvosi kinevezés
- 1992 – 1994: Nemzeti Egészségvédelmi Intézet (NEVI),[20] Szakmai kollégiumi tag
- 1992 – 1994: Országos Kórház- és Orvostechnikai Intézet (ORKI),[21] Szakmai kollégiumi tag
- 1992: Győr-Moson Sopron megyei ÁNTSZ megyei tisztiorvos (8 hónap)
- 1992 – 1994: Kunszentmárton, Rendelőintézet igazgató, sebészet ambulancia vezető
- 1993: Kunszentmárton, sebész főorvosi kinevezés
- 1994 – 1996: Sümeg, Városi Kórház, igazgató főorvos
- 1996 – 2000: Keszthelyi Kórház, főigazgató főorvos
- 2001 – 2007: Bőny, vállalkozó háziorvos
- 2008 – 2009: Centre Hospitalier Vittel, Franciaország, geriátriai osztály, osztályos orvos
- 2010 – 2013: Centre Hospitalier Commercy, Franciaország, főorvos, UASA (Speciális Alzheimer Egység)
- 2014 – 2023: ANI-MI 90 Egészségügyi Bt. egészségügyi szakmenedzser főorvos, vállalkozó; CH Commercy igazgatótanács szaktanácsadója
- 2020 – 2023: Önkéntes a győri Petz Aladár megyei Oktató Kórház sürgősségi osztályán
- 2023 –: A győri Petz Aladár Egyetemi Oktató Kórház sürgősségi osztályán szolgálati jogviszonyban dolgozik

## Diplomák, oklevelek
- 1980: Sebészet szakvizsga Budapest
- 1993: Járóbeteg szakellátás Budapest, Nemzetközi Menedzser Központ (tanfolyam)
- 1993, 1996: Sebészet, vezető sebészek részére, Budapest (tanfolyam)
- 1996: Egészségügyi menedzser Budapest, Közgazdasági Egyetem (másoddiploma)
- 1995: Lézergyógyászat Budapest, Medicinális Lézer Centrum (okleveles tanfolyam)
- 2001: Háziorvosi licence vizsga SOTE, Budapest
- 2002: Háziorvosi szakvizsga POTE
- 2005: Egészségügyi rendszerspecifikus auditor DOTE (okleveles tanfolyam)
- 2006: EURACT mentor POTE  (okleveles tanfolyam)
- 2007: Pécsi Tudományegyetem Orvostudományi Kar, oktató háziorvos (mentor) – jelenleg is
- 2010 – 2011: Consultation mémoire képzés Nancy-Strasbourg

## Orvosi kamarai tevékenységek
- 1988 – 1988: a november 14-én megalakult MOK alapító tagja, tagkönyv száma: 54
- 1989 – 1992: Magyar Orvosi Kamara, országos választmányi tag; Győr-Sopron megyei MOK alelnök
- 2008: Ordre de Médecins Francais – francia orvosi kamara tagja (jelenleg is)